# Papirus 14
Papirus 14 (według numeracji Gregory-Aland), oznaczany symbolem {\displaystyle {\mathfrak {P}}^{14},} α 1036 (von Soden) – grecki rękopis Nowego Testamentu pisany na papirusie, w formie kodeksu. Paleograficznie datowany jest na V wiek. Zawiera fragmenty 1. Listu do Koryntian.

## Opis
Zachowały się fragmenty kodeksu z tekstem 1. Listu do Koryntian 1,25–27; 2,6–8; 3,8–10.20. Tekst pisany jest jedną kolumną na stronę.

## Tekst
Tekst grecki reprezentuje aleksandryjski typ tekstu, Kurt Aland zaklasyfikował go do kategorii II.

## Historia
Rękopis odkryty został przez Jamesa Rendela Harrisa w klasztorze na Synaju. Harris opublikował jego tekst w 1890 roku. Następnie badał go Schofield.
Datowany jest przez INTF na VI wiek.
Rękopis przechowywany jest w Klasztorze św. Katarzyny (Harris 14) na Synaju.